# 주싱가포르 대한민국 대사관
주 싱가포르 대한민국 대사관은 1975년 싱가포르에 개설된 대한민국 외교부 소속의 대사관이다.

## 역사
대한민국 정부는 싱가포르와 수교하기 이전인 1970년 11월 5일에 주싱가포르 대한민국 무역대표부를 설치했는데 1972년 7월 5일을 기해 주싱가포르 대한민국 총영사관으로 승격되었다. 1975년 8월 8일에 대한민국이 싱가포르와 수교하면서 주싱가포르 대한민국 대사관으로 승격되었다. 싱가포르 정부는 1989년 12월 11일에 대한민국 서울에 주한 싱가포르 대사관을 설립했다.

## 역대 공관장
| 대수        | 성명           | 임명             |
| ----------- | -------------- | ---------------- |
| 제1대 대사  | 이규성(李圭星) | 1975년 11월 15일 |
| 제2대 대사  | 이상옥(李相玉) | 1978년 7월 20일  |
| 제3대 대사  | 김경철(金庚哲) | 1982년 7월 24일  |
| 제4대 대사  | 이장춘(李長春) | 1985년 12월 30일 |
| 제5대 대사  | 김세택(金世澤) | 1989년 3월 27일  |
| 제6대 대사  | 김성진(金聖鎭) | 1991년 4월 15일  |
| 제7대 대사  | 한창식(韓昌植) | 1991년 10월 24일 |
| 제8대 대사  | 손명현(孫明鉉) | 1993년 6월 3일   |
| 제9대 대사  | 박상식(朴尙植) | 1996년 4월 23일  |
| 제10대 대사 | 정기옥(鄭基鈺) | 1998년 5월 14일  |
| 제11대 대사 | 함명철(咸明澈) | 2000년 8월 14일  |
| 제12대 대사 | 유광석(柳光錫) | 2003년 6월 23일  |
| 제13대 대사 | 박준우(朴晙雨) | 2006년 3월 8일   |
| 제14대 대사 | 김중근(金中根) | 2007년 3월 22일  |
| 제15대 대사 | 오 준(吳 俊)   | 2010년 3월 3일   |
| 제16대 대사 | 서정하(徐正河) | 2013년 6월 23일  |
| 제17대 대사 | 이상덕(李相德) | 2016년 4월 29일  |
| 제18대 대사 | 안영집(安泳集) | 2018년 4월       |
| 제19대 대사 | 최훈           | 2021년 5월       |
| 제20대 대사 | 홍진욱(洪鎭郁) | 2023년 12월      |

## 같이 보기
- 대한민국의 재외공관 목록
- 싱가포르 주재 외국공관 목록
- 주한 싱가포르 대사관
- 대한민국-싱가포르 관계